# Massaker
Pour plus de détails, voir Fiche technique et Distribution.
Massaker, Sabra et Chatila par ses bourreaux est un documentaire réalisé par Monika Borgmann, Lokman Slim et Hermann Theissen, sorti en 2005. Il a reçu plusieurs récompenses, lors de la Berlinale 2005, au festival Visions du réel à Nyon, et au Festival international de cinéma de Marseille.

## Synopsis

### Contexte historique
Du 16 au 18 septembre 1982, près de 3 000 civils palestiniens sont massacrés,  au Liban par des miliciens phalangistes, dans les camps de réfugiés de Sabra et Chatila surveillés par l’armée israélienne qui venait d'envahir le pays. 
Ce massacre se produit deux jours après l'assassinat de Bachir Gemayel, chef des phalangistes, hostile à la présence palestinienne au Liban, tout récemment élu président de la République libanaise avec l'appui d'Israël. Le mot d’ordre lancé par les phalangistes au moment de l'entrée dans le camp palestinien de Beyrouth est, selon les témoignages : « Jeunes et vieux, pas de pitié ».

### Contenu du documentaire
Six miliciens libanais phalangistes ayant participé au massacre de Sabra et Chatila témoignent.

## Analyses

### Dévoilement des crimes commis
Les six bourreaux mènent dans les années 2000 une existence ordinaire. Ils n'ont jamais été jugés, du fait de l'adoption d'une loi d'amnistie générale au Liban en 1991. 
Ils révèlent dans le film les actes criminels qu'ils ont commis vingt ans plus tôt tels que les viols, les exécutions. Ils n'expriment pour la plupart aucun remords, et manifestent une insensibilité totale concernant le sort de leurs victimes. Leurs souvenirs sont très précis, comme le montrent les schémas qu'ils tracent durant les entretiens, par lesquels ils indiquent la position spatiale des différents acteurs dans les camps de Sabra et Chatila. Selon l'analyse de Renée Michelle Ragin, en cartographiant les lieux, en dessinant des plans et des symboles, les bourreaux, incapables d'oublier, essaient de rationaliser l'horreur, et de réduire l'intensité du souvenir.
Massaker a pu être rapproché de S21, la machine de mort khmère rouge de Rithy Panh, qui repose également sur des témoignages de bourreaux, à la différence d’autres documentaires consacrés à des crimes contre l'humanité qui font intervenir principalement des images d’archives.

### Thème de la responsabilité individuelle
Le film incite à s'interroger sur ce qui rend des individus ordinaires capables d'actes de cruauté et de barbarie. Des miliciens désignés pour participer au massacre ont refusé d'obtempérer, et n'ont pas été inquiétés pour cela par la suite. La question de la responsabilité morale de ceux qui ont franchi le pas se pose donc avec d'autant plus d'acuité.
La réalisatrice allemande Monika Borgmann déclare qu'elle croit plus dans un travail de réflexion sur la responsabilité que dans la justice formelle. En punissant les auteurs de massacres, la justice apporte, certes, un apaisement transitoire, mais selon la cinéaste, un verdict pénal ne suffit pas à lui seul à restaurer la capacité des citoyens à vivre ensemble.

### Éclairage sur la complicité d'Israël
Les bourreaux évoquent leur formation militaire en Israël,, leurs échanges avec l'État-major israélien au cours du massacre et la fourniture par les troupes israéliennes de sacs mortuaires,,. L'armée israélienne a lancé des fusées éclairantes pour permettre aux miliciens libanais de poursuivre le massacre durant la nuit,. 
La coordination logistique entre Israël et la milice des Forces libanaises est antérieure à l'opération menée à Sabra et Chatila. Plusieurs protagonistes se souviennent d'un stage de trois mois en Israël, près de Haïfa, durant l’été 1982, auxquels ont participé 300 miliciens phalangistes d'élite. Ils déclarent : « On nous a entraînés à être “cuisinés”, à torturer, à toutes les techniques. On devait rester des jours dans des citernes brûlantes, on nous a fait faire les choses les plus inimaginables» ; l’un d'eux montre son uniforme avec le sigle « IDF »  (Israeli Defense Forces).
Par ailleurs plusieurs analyses rapprochent Massaker et le film israélien Valse avec Bachir de Ari Folman, qui évoque la participation indirecte d'un soldat israélien au massacre de Sabra et Chatila,,.

### Analyses psychologiques
Les protagonistes invoquent «l'ivresse des armes, le goût acquis du sang, la nécessité de la vengeance, l'obéissance aux ordres» pour rendre compte de la violence qui les a poussés à tuer.
Certains bourreaux expliquent leur passage à l'acte par la douleur qu'a provoquée en eux l'assassinat de leur chef, Bachir Gemayel. L'un d'eux déclare ainsi «qu'aucune autre mort - pas même celle de sa mère - n'aurait pu lui causer le même chagrin. "Ce fut le jour le plus triste de ma vie", se souvient-il ». Il ajoute : « Au bout d'un moment, je pourrais me remettre de sa mort [de ma mère], mais je ne me suis jamais remis de celle de Bachir Gemayel », car à la mort de Gemayel, « tout ce pour quoi nous avions vécu s'est évaporé. Bachir Gemayel était mort et nous aussi ».
Selon l'analyse de Renée Michelle Ragin, ce milicien a subi une rupture dans son sens de l'identité. Il a parlé de lui-même comme d'une bombe à retardement à la suite de la mort de Gemayel ; cependant, il n'a pas été capable d'expliquer comment sa peur de la mort l'a poussé à infliger la mort aux réfugiés palestiniens.

### Anonymat des bourreaux
Les bourreaux n'ayant accepté de parler de leurs crimes qu'à la condition que leur anonymat serait respecté, les choix cinématographiques des réalisateurs sont dictés par cette contrainte. Les six protagonistes sont filmés dans des lieux clos, semblables à des cellules de prison, où filtrent à peine les bruits de la ville. Chacun est interrogé seul ; les autres bourreaux, les anciennes victimes, sont absents, et les interactions avec les réalisateurs eux-mêmes sont extrêmement limitées. Selon Eric Vidal, ce déploiement de la parole des assassins, qui ne rencontre pas d'opposition, peut provoquer chez le public un sentiment de gêne.
La caméra montre le corps des bourreaux, mais pas leur visage. Dans la mesure où le regard humanise une personne, ce procédé peut contribuer éventuellement à rendre les protagonistes plus monstrueux aux yeux du public. Pour Jacques Mandelbaum, l'anonymat rend les témoignages moins crédibles. La réalisatrice Monika Borgmann déclare qu'elle a essayé de faire de la contrainte imposée par les protagonistes du film un atout ; ainsi elle a accordé une place centrale à la voix et la gestuelle des bourreaux, or, dit-elle, «le langage du corps trahit beaucoup ce que la parole masque. L'absence de visage donne une portée plus universelle. Et puis, ce qui est horrible n'a pas de visage.».

### Effets visuels
Les choix artistiques des réalisateurs sont assez affirmés, comme en témoignent certains zooms et gros plans soudains, la déstabilisation du cadre, les effets de grain fruste, les filtres colorés différents pour chaque pièce (chaque bourreau étant filmé dans une pièce distincte).
Ces choix contrastent avec celui du dépouillement opéré par exemple par Romuald Karmakar dans Das Himmler-Projekt, où un comédien lit un discours de Heinrich Himmler adressé au généraux SS dans un plan fixe de 182 minutes.

## Genèse du film
Vers 2000-2001, la réalisatrice Monika Borgmann avait trouvé cinq participants au massacre de Sabra et Chatila prêts à témoigner. Toutefois, le gouvernement libanais, informé de son entreprise, a procédé à l'arrestation des portagonistes, qui sont revenus sur leurs déclarations. Selon la cinéaste, «les services de sécurité libanais voulaient savoir si on travaillait pour le compte du Mossad, si on faisait ça pour innocenter Ariel Sharon. Ils n'ont jamais cru que c'était un travail de mémoire».
Le projet a reçu une nouvelle impulsion et a pu être mené à bien grâce à l'aide de Lokman Slim, le partenaire libanais de Monika Borgmann ; après la défection des premiers protagonistes, six autres bourreaux ont accepté de témoigner.

## Fiche technique
- Titre : Massaker
- Réalisation : Monika Borgmann, Lokman Slim et Hermann Theissen
- Coréalisation : Nina Menkes (en)
- Scénario : Monika Borgmann et Hermann Theissen
- Photographie : Nina Menkes (en)
- Montage : Anne de Mo et Bernd Euscher
- Production : Joachim Ortmanns (supervision)
- Société de production : Lichtblick Film- und Fernsehproduktion, Dschoint Ventschr Filmproduktion, Films Unlimited et Umam Films
- Société de distribution : Zootrope Films (France)
- Pays :  Allemagne,  Liban,  France et  Suisse
- Genre : documentaire
- Durée : 98 minutes
- Dates de sortie : 
  - France : 12 mai 2005 (festival de Cannes), 22 février 2006

## Distinctions
Le film a reçu le prix FIPRESCI lors de la Berlinale 2005 pour la section Panorama ; le prix SRG SSR Idée suisse, dans la sélection «Compétition internationale» au festival Visions du réel à Nyon, en 2005 ; la mention spéciale au Festival international de cinéma de Marseille, en 2005.